# Бурлуцький
Бурлуцький — колишній населений пункт у Чугуївському районі Харківської області, підпорядковувався Якаловській селищній раді.
Дата зникнення невідома, наприкінці XX століття. Знаходилося біля залізничної станції Бурлуцький. Прилягало до села Худоярове, за 1 км — Гаврилівка.
Село знаходилося на початку балки Бузова, по якій протікав пересихаючий струмок із збудованою загатою, за 2 км знаходиться село Бузова. Зняте з обліку 1997 року.